# Antiphytum peninsulare
Antiphytum peninsulare là loài thực vật có hoa trong họ Mồ hôi. Loài này được (Rose) I.M.Johnst. mô tả khoa học đầu tiên năm 1923.